# Lispocephala chaetoloma
Lispocephala chaetoloma är en tvåvingeart som beskrevs av Hardy 1981. Lispocephala chaetoloma ingår i släktet Lispocephala och familjen husflugor. Inga underarter finns listade i Catalogue of Life.